# Micrathena lucasi
Micrathena lucasi es una especie de araña araneomorfa del género Micrathena, familia Araneidae. Fue descrita científicamente por Keyserling en 1864.
Habita desde México hasta Brasil.